# 용천 신암리 유적
용천 신암리 유적(龍川 新巖里 遺蹟)은 평안북도 룡천군 신암리에 있는 신석기시대 만기부터 고구려 시대까지의 집터와 유물포함층 유적이다. 한국 서북지방 선사문화의 기원을 밝힐 수 있는 중요한 유적으로 중국 요령 지방과 압록강 하류지역을 포함하는 공통의 문화권을 대표하는 유적이다.

## 개요
신암리 서,남,북쪽의 주위를 둘러싸고 있는 구릉 지대에 위치한다. 1964년부터 1965년까지 3차례의 발굴 조사를 통해 알려졌다. 얼굴과 팔다리는 없어졌지만 허리가 잘록하고 가슴에 유방이 표현된 돌기가 있어 여성으로 간주되는 흙으로 빚은 인형이 출토되었다. 원시 종교와 관련된 신석기 시대 무녀상 등으로 해석하고 있다.